# Sumbaria
Sumbaria é uma cidade da Serra Leoa.